# Anna Sobieska (zm. 1646)
Anna Sobieska (ur. ok. 1592, zm. 4 września 1646) – córka magnata polskiego Marka Sobieskiego i Jadwigi Snopkowskiej, ksieni klasztoru brygidek w Grodnie.

## Życiorys
Około 1608 wstąpiła do nowicjatu w klasztorze brygidek w Lublinie, zaś dwa lata później złożyła śluby zakonne. Konsekrowana w 1618. W 1636 została wysłana do Grodna jako pierwsza ksieni ufundowanego przez swoją siostrę Aleksandrę Wiesiołowską klasztoru. W 1640 otrzymała benedykcję ksieniowską. W 1641 karmelitanki wileńskie, których była dobrodziejką zadedykowały Annie książkę Jana a Jesu Maria, Instrukcja nowicjuszów.